# Lycaeus
De Lycaeus (lokaal Λύκαιον ὄρος) is een 1421 m hoge berg in de Griekse regio Arcadië. In de Griekse mythologie werd deze berg beschouwd als een van de mogelijke plaatsen waar Zeus geboren zou kunnen zijn en was opgegroeid. 
Lycaon, zoon van Pelasgus, was de koning van Arcadië. In de Griekse mythologie wordt gezegd dat hij dat hij de aanbidding van Zeus op de berg Lycaeus heeft opgericht en de Lycaeaanse spelen ter ere van hem heeft begonnen. De Bibliotheca, een mythologisch compendium uit de Romeinse tijd, verteld het verhaal dat Lycaon probeerde de alwetendheid van Zeus te testen door hem ertoe te verleiden een offer gemengd met mensenvlees te eten. Als straf doodde Zeus Lycaon en zijn vijftig zonen. Andere bronnen, waaronder de Romeinse dichter Ovidius, beweren in plaats daarvan dat Lycaons straf de transformatie in een wolf was, dit is een vroeg voorbeeld van lycantropie.